# カテーテルアブレーション
カテーテルアブレーション（高周波アブレーション。英語: Radiofrequency ablation、略: RFA）は、不整脈の代表的な治療方法である。
無線周波数電流の2つの重要な利点（以前に使用されていた低周波ACまたはDCパルスを超える）は、神経または心筋を直接刺激しないため、一般的な麻酔を必要とせずに使用できることが多く、 重大な副次的損傷なしに目的の組織を治療することができる。
文書化された利点により、RFAは21世紀に広く使用されるようになった。 RFAの手順は、画像下治療（X線スクリーニング、CTスキャン、超音波など）として、麻酔科医、放射線医、耳鼻咽喉科医、消化器内科または外科医、または心臓電気生理学者、心臓専門医等によって行われる。

## 腫瘍

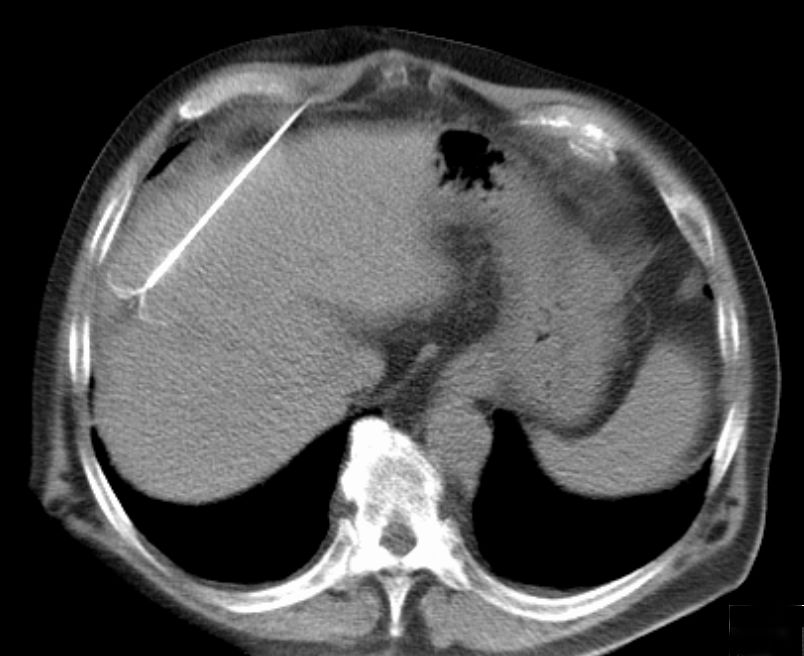
肝臓病変の高周波アブレーションを示すCTスキャン

ラジオ波焼灼術（RFA）は、肺、肝臓、腎臓、骨、およびあまり一般的ではない他の身体器官の腫瘍を治療するために行われることがある。 腫瘍の診断が確定したら、ラジオ波用の針を腫瘍の内部に刺し入れる。 ラジオ波用針を通過する高周波により、腫瘍組織内の温度が上昇し、腫瘍が破壊される。 ラジオ波焼灼術は、臓器内に発生したか（原発腫瘍）、臓器に広がった(転移) かにかかわらず、小さな腫瘍に使用できる。 特定の腫瘍に対するラジオ波焼灼術の適合性は、複数の要因に依存する。ラジオ波焼灼術（RFA）は、がんが熱によって凝固するのでラジオ波凝固法とも呼ばれる。
ラジオ波焼灼術は、外来の処置として実施できるが、短い入院が必要な場合もある。 ラジオ波焼灼術は、肝細胞癌（原発性肝癌）を治療するために、経皮的エタノール注入療法（PEIT：percutaneous ethanol injection therapy）より広範囲の焼灼が可能で広く行われてきている。肝細胞癌だけでなく、転移性肝癌に対しても施行され、腹腔鏡・胸腔鏡下で施行されることも多い。日本においてガイドラインでは穿刺局所療法では第一選択とされている。局所的に送達される化学療法と組み合わせることができる。 第III相試験の方法では、肝細胞癌（HCC）の治療として、RFAプローブによって生成された低レベルの熱（高体温）を使用して、切除された組織の周囲の熱感受性リポソームから濃縮化学療法薬の放出をトリガーする。高周波アブレーションは膵臓癌および胆管癌でも使用される。
ラジオ波焼灼術は、良性の骨腫瘍、特に類骨性骨腫の治療においてますます重要になっている。 この手順は1990年代に類骨骨腫の治療に初めて導入されて以来、 多くの研究で、侵襲性が低く、費用がかからず、骨破壊が少なく、外科的手法と同等の安全性と有効性があり、症状のない人は66〜95％と報告されている。ラジオ波焼灼術の初期成功率は高いが、RFA治療後の症状の再発が報告されており、一部の研究では外科治療と同様の再発率が示されている。 ラジオ波焼灼術はまた、適格ではない、または従来の治療法、すなわち、放射線療法、化学療法、緩和療法に反応しない人の痛みを伴う転移性骨疾患の緩和療法にもますます使用されている。

## 循環器

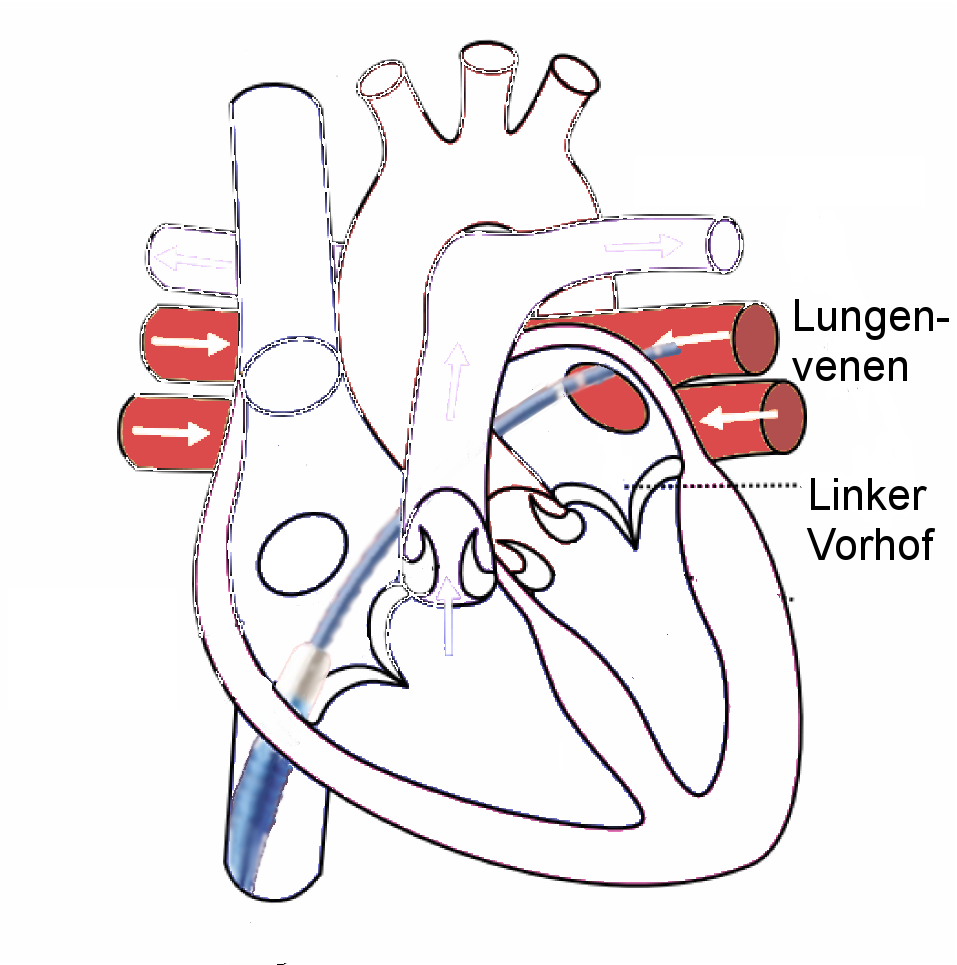
肺静脈アブレーションの概略図。 カテーテルは（下から）下大静脈、右心房、左心房を通って左上肺静脈の開口部に到達する。

高周波エネルギーは、心臓組織または正常な部分で使用され、不整脈の原因となる異常な電気経路を破壊する。再発性の心房粗動（Afl）、心房細動（AF）、上室性頻脈（SVT）、心房性頻脈、多発性心房性頻脈（MAT）および心室性不整脈に使用される。エネルギー放出プローブ（電極）は、通常は静脈を通して心臓に挿入されるカテーテルの先端にある。このカテーテルは「アブレーター」と呼ばれる。 担当医は、まず異常興奮の発生源を焼灼する前に、心臓の領域を「マッピング」して異常な電気活動を見つける。（電気生理学的研究）。アブレーションは現在、上室性頻脈（SVT）および典型的な心房粗動の標準的な治療法であり、この技術は心房細動（AF）でも使用でき、ペースメーカーの埋め込み後に房室結節をブロックするか、左心房内、特に肺静脈周囲の伝導をブロックする。いくつかの条件、特に房内結節性再入可能頻脈またはAVNRTとも呼ばれる、節内再入（上室性頻脈（SVT）の最も一般的なタイプ）の形態では、アブレーションは凍結アブレーション（カテーテルを流れる冷却液を使用した組織の凍結）によっても達成できる。これにより、この状態での高周波アブレーションの潜在的な合併症である完全な心臓ブロックのリスクが回避される。凍結アブレーションの再発率は高くなる。 マイクロ波アブレーションは、隣接する組織を「調理」するマイクロ波エネルギーによってアブレーションされ、超音波アブレーションは、機械的振動による加熱効果を生み出し、レーザーアブレーションも開発されたが、広く使用されていない。
高周波技術の使用に関する新しい有望な兆候は、ここ数年でニュースになった。高血圧は非常に一般的な状態であり、世界中で約10億人、米国だけで約7,500万人がいる。不十分に制御された高血圧の合併症は多く、個人的にも世界的にも影響を及ぼしている。 治療の選択肢には、投薬、食事療法、運動、減量、瞑想などがある。高血圧を引き起こすまたは悪化させると考えられている神経インパルスの抑制は、数十年間試みられてきた。外科的交感神経切除術は助けになっているが、重大な副作用はない。したがって、高周波アブレーションカテーテルを使用した非除神経術の導入は熱心に歓迎された。「抵抗性高血圧」の管理を支援するために腎動脈の神経終末を焼灼するために高周波発生熱を最初に使用することは励みになったが、抵抗性高血圧の治療のためのカテーテルベースの腎除神経を検討する最新の第3相試験は収縮期血圧の有意な低下を示し、失敗した。

## 審美皮膚科
高周波アブレーションは、さまざまな形態の交流電流を使用する皮膚外科手術である。高周波のタイプは、電気切開、電気凝固、電気乾燥および高周波療法です。高周波アブレーションを使用することにより、最小限の副作用と合併症でほとんどの皮膚病変を治療できるとされる。

## 静脈瘤
高周波焼却療法は、静脈瘤の治療に使用される低侵襲手術である。これは、従来のストリッピング手術に代わるものである。超音波誘導下で、アブレーション治療用のカテーテルが異常な静脈に挿入され、血管が無線エネルギーで治療され、その結果、関与する静脈が閉鎖される。高周波アブレーションは、大伏在静脈、小伏在静脈、および貫通静脈の治療に使用される。後者は、表在静脈から深部静脈に血液を輸送する静脈を接続している。その後、通常、静脈瘤は、外来性静脈切除術、硬化療法、泡沫硬化療法など、他の低侵襲手術で治療される。現在、VNUS ClosureRFSスタイレットは、貫通静脈の静脈内アブレーションのためにFDAによって明確に承認された唯一のデバイスである。
高周波の適用前に静脈全体に沿って注入された大量（500 cc）の希釈リドカイン（0.1％）腫脹麻酔がヒートシンクを提供するため、処置中の皮膚火傷の可能性は非常に小さいことを指摘しておく必要がある。デバイスが生成する熱を吸収する。初期の研究では、合併症の発生率が低く、成功率が高いことが示されている。

## 閉塞性睡眠時無呼吸
RFAは、ブタの閉塞性睡眠時無呼吸（OSA）で最初に研究された。RFAは、米国耳鼻咽喉科の米国アカデミーによって、特定の状況での睡眠形成療法の選択肢として認識されているが、米国内科医のガイドラインでの一般的な使用は承認されていない。
主要な記事では、閉塞性睡眠時無呼吸症候群におけるRFAの臨床応用が概説されており、選択された医療状況における論争や潜在的な利点が含まれている。
他の電気外科デバイスとは異なり、RFAは、主要な神経と血管の密度が高いために頭頸部領域で重要な側副損傷を回避する正確な境界線で、目的の組織の非常に特定の治療標的を可能にする。RFAも高温を必要としない。 ただし、RFAの誤用による過熱は、電極の表面での凝固、組織内での沸騰などの有害な影響を引き起こし、「隙間のある穴」を残したり、破れたり、炭化したりする可能性がある。

## 痛みの管理
RFA、またはリゾトミーは、腰の激しい慢性の痛みの治療に使用されることがある。高周波は、腰椎の両側の椎間関節の周囲にある特定の神経に熱を発生させるために使用される。 神経の周りに熱を発生させることにより、神経は切除され、信号を脳に送信する能力を破壊する。切除される神経は、RFA処置の前に局所麻酔（リドカインなど）を注入することで特定される。局所麻酔注射が一時的な痛みの軽減をもたらす場合、RFAは注射によく反応した神経に対して行われる。RFAは低侵襲性の処置であり、通常は日帰り手術クリニックで実施でき、処置の完了後まもなく帰宅できる。処置中、人は覚醒しているため、全身麻酔に伴うリスクは回避される。穏やかな鎮静剤を投与できるように、点滴静脈注射をする場合がある。 
2017年4月、米国食品医薬品局は、冷却された高周波アブレーションを使用する商用デバイスを承認した。この効果は、膝関節炎による痛みの緩和が最大1年間持続する。予備的な臨床研究のレビューにより、膝関節痛（脛骨神経の関節枝の1つ）をターゲットにすること、大腿神経を含むより大きな神経をターゲットにすること、または関節内処置を使用することにより、膝の痛みに対するアブレーションの有効性が向上したことが示された 。
背中の痛みや膝の痛みのいずれであっても、この手順の欠点は、神経が時間の経過とともに機能を回復することである。そのため、ほとんどの場合、達成される痛みの緩和は一時的（3〜15か月）にしか持続しない。

## バレット食道
高周波アブレーションは、バレット食道の安全で効果的な治療法であることが示されている。バルーンベースの高周波処置は、1999年にRobert A. Ganz、Roger Stern、Brian Zelicksonによって発明された（人間の食道の異常組織を治療するためのシステムと方法）。人が鎮静されている間、カテーテルが食道に挿入され、高周波エネルギーが病変組織に送達される。この外来処置は通常、15分から30分かかります。手順の2か月後、医師は上部内視鏡検査を行って、食道の残存バレット食道を評価する。バレット食道が発見された場合、病巣は局所RFA装置で治療できる。 多数の臨床試験で80〜90％以上の人がバレット食道の完全な根絶を示し、約2〜3回の治療で安全なプロファイルが得られている。 RFAによるバレット食道の治療は、最長5年間持続する。

## その他の用途
RFAは、高周波病変、侵入手術が外傷によって禁忌となる領域の静脈閉鎖、および肝切除において止血（止血）を制御し、離断プロセスを促進するためにも使用される。
このプロセスは、複数妊娠におけるTRAPシーケンスの治療にも成功して使用されている。 これは、レーザー光凝固術を含む以前の方法よりも最近の研究で「ポンプ」双子を救うための成功率が高い、主要な治療方法になりつつある。この合併症はまれであるため、その正しい診断統計はまだ信頼できない。
RFAは、子宮筋腫を治療するために、高周波の熱エネルギーを使用して筋腫組織を切除するために使用される。Acessaデバイスは、2012年にFDAの承認を取得し、現在は第3世代テクノロジーであるAcessa ProVuを採用している。 デバイスは、腹腔鏡プローブを介して挿入され、超音波プローブを使用して筋腫組織内に誘導される。熱は筋腫を収縮させる。 手順に関する臨床データは、平均45％の収縮を示している。 
RFAはモートン神経腫の治療にも使用される 結果はアルコール注射よりも信頼できるようである。